# Connecticut Yankees
I Connecticut Yankess sono stati una società di calcio statunitense, con sede ad Hartford, Connecticut.

## Storia
La squadra venne fondata nel 1972 con il nome di Northeast United e iscritta all'American Soccer League.
Nella stagione 1973 la squadra cambiò nome in Connecticut Wildcats, nome che mantenne per due stagioni prima di divenire Connecticut Yankees, che mantennero sino al 1978 anno della chiusura della società. Il miglior risultato ottenuto dalla squadra fu il raggiungimento della semifinale di divisione nell'American Soccer League 1977, persa contro i New York Apollo.